# Sarah Carter
Sarah Carter (Toronto, Ontário, 30 de outubro de 1980) é uma atriz canadense.

## Biografia

### Vida
Nascida em Toronto mas foi criada em Winnipeg, Manitoba, Carter era uma daçarina em seus primeiros anos, na escola ela participou de várias peças, incluindo O Mágico de Oz no qual ela interpretou Dorothy. Ela também foi membro da equipe de debate, que lhe permitiu viajar por todo o mundo. Após a formatura, ela viajou pela Europa durante um ano, em seguida, se juntou ao Ryerson Theatre School, em Toronto, onde foi descoberta durante a execução de um monólogo.

### Carreira
Carter ficou rapidamente conhecida em sua primeira aparição na série Wolf Lake (2001) seguiu-se com uma participação em Dark Angel (2001). Ela foi então convidada a participar da série Undeclared (2002).
Integrou o elenco do thriller psicológico Mindstorm (2001), estrelado por Eric Roberts, Michael Ironside, e Antonio Sabato Jr., interpretando a filha sequestrada de um senador cujo rapto finalmente desvenda sua vida obscura. Carter também pode ser vista no filme Final Destination 2 (2003), a sequência do filme Final Destination (2000).
Sarah conseguiu seu primeiro papel principal na TV em Black Sash, onde interpretou Allie Bennett, uma personagem importante na série.
Carter também participou de três episódios de Smallville (um na terceira temporada e dois na quarta temporada), ela viveu a personagem Alicia Baker, uma garota com a habilidade de teletransporte. Sua personagem tinha um relacionamento romântico com Clark Kent, retratado por Tom Welling. Em seguida ela foi convidada a fazer parte do elenco de DOA: Dead or Alive como Helena Douglas, uma lutadora que entra no torneio DOA.
Em 2006 ela atuou no filme Skinwalkers ao lado de Jason Behr.
Ela desempenhou o papel de Zelda Sparks em Killing Zelda Sparks, onde é uma das três personagens principais trabalhando ao lado de Colm Feore e Vincent Kartheiser.
Ela também interpretou Madeleine Poe em Shark. Sua personagem é uma promotora estreante, que decide aprender com Sebastian Stark (James Woods). Durante a primeira temporada, Poe tem um relacionamento com o também estreante procurador Casey Woodland.
Em 2009, a CBS anunciou que Carter será uma personagem regular em CSI: NY. Ela interpretou Haylen Becall.
Em 2010, ela participou dos filmes The Guru and The Gypsy, interpretando Maggie Turner e White Collar, interpretando Pierce.
A partir de 2011 participa da série Falling Skies como Maggy, ex-criminosa que torna-se importante peça da série.

## Filmografia

### Filmes
| Ano  | Título                                                       | Papel            | Notas                |
| ---- | ------------------------------------------------------------ | ---------------- | -------------------- |
| 2001 | Mindstorm                                                    | Rayanna Armitage | Telefilme            |
| 2001 | Wishmaster 3: Beyond the Gates of Hell                       | Melissa Bell     | Diretamente em vídeo |
| 2001 | Trapped                                                      | Claire Thorensen | Telefilme            |
| 2002 | K-9: P.I.                                                    | Babe             | Diretamente em vídeo |
| 2003 | Final Destination 2                                          | Shaina McKlank   |                      |
| 2003 | A Date with Darkness: The Trial and Capture of Andrew Luster | Sarah            | Telefilme            |
| 2004 | Haven                                                        | Chanel           |                      |
| 2005 | Berkeley                                                     | Alice            |                      |
| 2006 | Skinwalkers                                                  | Katherine        |                      |
| 2006 | DOA: Dead or Alive                                           | Helena Douglas   |                      |
| 2006 | National Lampoon's Pledge This!                              | Kristen Haas     |                      |
| 2007 | Killing Zelda Sparks                                         | Zelda Sparks     |                      |
| 2008 | Confessions of a Go-Go Girl                                  | Angela Lucas     | Telefilme            |
| 2009 | Red Mist                                                     | Kim              | aka Freakdog         |
| 2009 | Misconceptions                                               | Lucy             |                      |
| 2010 | The Guru and The Gypsy                                       | Maggie Turner    |                      |
| 2011 | Marathoners                                                  | Willow Hill      | Curta-metragem       |
| 2011 | Salem Falls                                                  | Addie Peabody    | Telefilme            |
| 2012 | The Vow                                                      | Diane            |                      |
| 2012 | Tripping Tommy                                               | Maggie           |                      |
| 2013 | The Toyman Killer                                            | Kate Kovic       | Telefilme            |
| 2014 | Guardian                                                     | Paquita          |                      |
| 2014 | One Starry Christmas                                         | Holly Jensen     |                      |
| 2019 | Business Ethics                                              | Veronica         |                      |
| 2020 | Pearl                                                        | Helen            |                      |

### Televisão
| Ano  | Título                                    | Papel                 | Notas                           |
| ---- | ----------------------------------------- | --------------------- | ------------------------------- |
| 2000 | Cold Squad                                | Libby Logan           | Episódio: "Root Cause"          |
| 2001 | The Immortal                              | Ellie                 | Episódio: "The Good Squire"     |
| 2001 | Los Luchadores                            | Maria dos Namorados   | 3 episódios                     |
| 2001 | Wolf Lake                                 | Brianna               | Episódio: "The Changing"        |
| 2001 | Dark Angel                                | Katarina              | Episódio: "Boo"                 |
| 2002 | Undeclared                                | Evie                  | Episódio: "The Perfect Date"    |
| 2002 | The Sausage Factory                       | Valerie               | Episódio: "Hang Ups"            |
| 2003 | The Twilight Zone                         | Amber                 | Episódio: "Sunrise"             |
| 2003 | Black Sash                                | Allie Bennett         | 8 episódios                     |
| 2004 | Smallville                                | Alicia Baker          | 3 episódios (2004–2005)         |
| 2005 | Boston Legal                              | Tracey Green          | Episódio: "It Girls and Beyond" |
| 2005 | Entourage                                 | Cassie                | Episódio: "The Sundance Kids"   |
| 2005 | Numb3rs                                   | Nadine Hodges         | 3 episódios                     |
| 2006 | Shark                                     | Madeleine Poe         | 38 episódios (2006–2008)        |
| 2008 | Dirty Sexy Money                          | Wrenn                 | 2 episódios                     |
| 2009 | The Cleaner                               | Liz                   | Episódio: "Standing Eight"      |
| 2009 | CSI: NY                                   | Haylen Becall         | 3 episódios                     |
| 2010 | White Collar                              | Pierce Spelman        | Episódio: "Home Invasion"       |
| 2011 | Falling Skies                             | Margaret              | 39 episódios (2011–2015)        |
| 2015 | Rogue                                     | Agente Harper Deakins |                                 |
| 2015 | Hawaii Five-0                             | Lynn Downey           | 3 episódios                     |
| 2018 | Lei & Ordem: Unidade de Vítimas Especiais | Lilah Finch           | Episódio: "Accredo"             |